# NGC 3373
NGC 3373 (ook wel NGC 3389) is een spiraalvormig sterrenstelsel in het sterrenbeeld Leeuw. Het hemelobject werd op 11 maart 1784 ontdekt door de Duits-Britse astronoom William Herschel.

## Synoniemen
- NGC 3389
- UGC 5914
- MCG 2-28-13
- ZWG 66.22
- PGC 32306